# 吴佳妮
吴佳妮（1966年—）是一名中国体操运动员。她在1984年洛杉矶夏季奥林匹克运动中，参加了女子体操并获得团体铜牌。她也参加了1982年亚洲运动会，共收获三枚金牌和两枚银牌。